# انواع اچ‌آی‌وی
یکی از موانع درمان اچ‌آی‌وی، تغییرپذیری زیاد آن است.
دو نوع ایدز تاکنون مشخص شده‌است: HIV-1 و HIV-2.
HIV-1 ویروسی مربوط به شمپانزه‌ها و گوریل‌های غرب آفریقا می‌باشد که در ابتدا شناخته شد (و در ابتدا به عنوان LAV یا HTLV-III شناخته می‌شد). هر چه بیشتربدخیم باشد، بیشتر عفونی می‌شود،. عفونت ضعیف‌ترHIV-2 در مقایسه با HIV-1 افرادی که در معرض HIV-2 هستند کمتر مبتلا به HIV-2 می‌شوند. از آنجا که HIV-2  توانایی ضعیفی در مقابل انتقال دارد، تا حد زیادی محدود به آفریقای غربی می‌باشد.